# Gemunde
Gemunde is een plaats (freguesia) in de Portugese gemeente Maia en telt 4765 inwoners (2001).